# Echinopyrrhosiops decoratus
Echinopyrrhosiops decoratus är en tvåvingeart som först beskrevs av Townsend 1931.  Echinopyrrhosiops decoratus ingår i släktet Echinopyrrhosiops och familjen parasitflugor.
Artens utbredningsområde är Bolivia. Inga underarter finns listade i Catalogue of Life.